# Gerald Fitzmaurice
Sir Gerald Gray Fitzmaurice (* 24. Oktober 1901 in Storrington, Sussex; † 7. September 1982 in London) war ein britischer Jurist. Nachdem er von 1929 bis 1960 als Rechtsberater des britischen Außenministeriums gewirkt hatte, war er von 1960 bis 1973 als Richter am Internationalen Gerichtshof tätig. Anschließend wurde er 1975 Richter am Europäischen Gerichtshof für Menschenrechte, an dem er bis 1980 blieb.

## Leben
Gerald Fitzmaurice kam 1901 in Storrington als Sohn des Vizeadmirals Sir Maurice Fitzmaurice zur Welt. Er absolvierte bis 1924 ein Studium der Rechtswissenschaften am Malvern College in der Grafschaft Worcestershire sowie am Gonville and Caius College der University of Cambridge und erhielt 1925 seine Anwaltszulassung an der britischen Anwaltskammer Gray’s Inn. Anschließend wirkte er zunächst als Barrister (Anwalt), bevor er 1929 als Rechtsberater des britischen Außenministeriums in den Staatsdienst eintrat. Nach dem Beginn des Zweiten Weltkriegs war er von 1939 bis 1943 in gleicher Funktion für das Ministerium für wirtschaftliche Kriegsführung tätig, bevor er in das Außenministerium zurückkehrte, in welchem er ab 1945 als stellvertretender Leiter und von 1953 bis 1960 als Leiter der Rechtsabteilung wirkte.
Im Rahmen seiner Tätigkeit im Außenministerium nahm Fitzmaurice an einer Reihe bedeutender Konferenzen der Nachkriegszeit teil. So war er 1945 Mitglied der britischen Delegation bei der Konferenz von San Francisco, auf der die Charta der Vereinten Nationen unterzeichnet wurde. Ebenso wirkte er für das Vereinigte Königreich an der Ausarbeitung der Statuten des Internationalen Gerichtshofs mit und gehörte den Delegationen zur Pariser Friedenskonferenz 1946 sowie zur japanischen Friedenskonferenz 1951 in San Francisco an. Er vertrat das Vereinigte Königreich mehrfach in der UN-Vollversammlung und prägte als stellvertretender Leiter der Delegation seines Landes bei der Genfer Seerechtskonferenz 1958 und 1960 die Genfer Seerechtskonventionen von 1958 maßgeblich mit. Darüber hinaus war er mehrfach als Rechtsberater des Vereinigten Königreichs vor dem Internationalen Gerichtshof tätig.
Im Jahr 1955 übernahm Gerald Fitzmaurice von seinem Landsmann Hersch Lauterpacht dessen Position in der Völkerrechtskommission der Vereinten Nationen, der er bis 1962 angehörte. Nach dem Tod von Lauterpacht wurde er auch als dessen Nachfolger zum Richter an den Internationalen Gerichtshof in Den Haag gewählt, an dem er bis 1973 wirkte. Er war außerdem von 1971 bis 1977 Mitglied des Schiedsgerichts im Beagle-Konflikt. Von 1975 bis 1980 fungierte er als Richter am Europäischen Gerichtshof für Menschenrechte in Straßburg. Anschließend wirkte er mehrfach als Berater und Vermittler in internationalen Streitfällen. Obwohl er zeit seines Lebens keine akademische Position innehatte, unterrichtete er in den Jahren 1948, 1957 und 1973 als Dozent an der Haager Akademie für Völkerrecht und hielt unter anderem an der London School of Economics sowie am King’s College London Gastvorlesungen.
Gerald Fitzmaurice war ab 1933 mit Alice, geb. Sandberg, verheiratet, mit der er zwei Söhne hatte. Er starb 1982 in London. Sein jüngerer Sohn heiratete Malgosia Lachs, die Tochter von Gerald Fitzmaurices Amtskollegen am Internationalen Gerichtshof Manfred Lachs, die gegenwärtig als Professorin für Völkerrecht am Queen Mary and Westfield College der University of London tätig ist.

## Auszeichnungen
Gerald Fitzmaurice wurde 1948 in das Institut de Droit international aufgenommen, dem er von 1967 bis 1969 als Präsident vorstand, und 1954 zum Knight Grand Cross des Order of St Michael and St George geschlagen. Drei Jahre später wurde er zum Queen’s Council und 1961 zum Master of the Bench (berufenes Seniormitglied) der Anwaltskammer Gray’s Inn ernannt. Die Universitäten Edinburgh (1970), Cambridge (1972) und Utrecht (1976) verliehen ihm die Ehrendoktorwürde. Von der Amerikanischen Gesellschaft für internationales Recht wurde er 1974 zum Ehrenmitglied ernannt. Die Académie royale des Sciences, des Lettres et des Beaux-Arts de Belgique nahm ihn im Dezember 1976 als assoziiertes Mitglied auf. Seit 1985 trägt die Landspitze Fitzmaurice Point an der Ostküste der Antarktischen Halbinsel seinen Namen.

## Werke (Auswahl)
- The Law and Procedure of the International Court of Justice: General Principles and Substantive Law. Oxford 1950
- A British Digest of International Law: Compiled Principally from the Archives of the Foreign Office. London 1965–1967